# Zinnsgade
Zinnsgade er en gade mellem Øster Søgade og Øster Farimagsgade i Indre By (København).
Gaden er opkaldt efter grosserer Ludvig Zinn (1808-1868), der ejede et landsted i området kaldet Villa Elba. Før 1892 bar den nærliggende Collinsgade navnet Elbagade, opkaldt efter villaen.

## Bygninger på gaden
På ældre kort over København fra 1879 kan man se Villa Elba markeret, hvilket vidner om områdets historie før byens udvidelse. I dag er hjørneejendommen ved Øster Farimagsgade blevet istandsat og står som et flot eksempel på den mere fornemme arkitektur, der prægede voldkvartererne.